# マクシミリアン・フォン・リヒテンシュタイン (1969-)
マクシミリアン・フォン・ウント・ツー・リヒテンシュタイン（Maximilian von und zu Liechtenstein, 1969年5月16日 - ）は、リヒテンシュタインの侯子、企業経営者。ハンス・アダム2世公の次男で、LGTリヒテンシュタイン銀行の最高経営責任者(CEO)を務める。

## 略歴
リヒテンシュタイン侯ハンス・アダム2世とその妻のマリー侯妃の間の第2子、次男として生まれた。リヒテンシュタイン領内の学校で中等教育を終え、2年間の職業体験と旅行経験を積んだ後、ドイツ・ヘッセン州のEBS経済法科大学で学んだ。大学卒業後の1993年にニューヨークのCCMPキャピタルに入社。1997年から1998年にかけ、ハーバード・ビジネス・スクールで経営学を専門的に学び、経営学修士号を取得した。1998年よりハンブルクやロンドンのベンチャーキャピタル企業で、2000年から2006年までJPモルガン・パートナーズで働いた。2006年より一族の経営するLGTリヒテンシュタイン銀行の最高経営責任者に就任した。

## 家族
2000年にパナマ出身のアンヘラ・ブラウン（Angela Brown, 1958年 - ）と結婚した。民事婚は1月21日にファドゥーツにおいて、宗教婚は1月29日にニューヨークのセント・ヴィンセント・フェラー教会において執り行われた。夫妻は間に息子を1人もうけた。
- アルフォンス・コンスタンティン・マリア（2001年 - ）